# Жидулино
Жидулино — деревня в Торопецком районе Тверской области в Плоскошском сельском поселении.

## География
Расположена примерно в 12 километрах к северу от села Волок на реке Серёжа.

## Климат
Деревня, как и весь район, относится к умеренному поясу северного полушария и находится в области переходного климата от океанического к материковому. Лето с температурным режимом +15…+20 °С (днём +20…+25 °С), зима умеренно-морозная −10…−15 °С; при вторжении арктических воздушных масс до −30…-40 °С.
Среднегодовая скорость ветра 3,5—4,2 метра в секунду.

## Население
| 2010 |
| ---- |
| 8    |

Население по переписи 2002 года — 7 человек.